# Haneda Kenji
Haneda Kenji (sinh ngày 1 tháng 12 năm 1981) là một cầu thủ bóng đá người Nhật Bản.

## Giải vô địch bóng đá U-20 thế giới
Haneda Kenji được triệu tập vào đội tuyển U-20 Nhật Bản tham dự Giải vô địch bóng đá U-20 thế giới 2001.